# Anbaraa
Anbaraa est une petite île inhabitée des Maldives. Son nom signifie « ambre gris ».

## Géographie
Anbaraa est située dans le centre des Maldives, au Sud de l'atoll Felidhu, dans la subdivision de Vaavu. 